# Anahy
Anahy este un oraș în Paraná (PR), Brazilia.